# Opérations sur les limites
Cette page est une annexe de l'article « Limite (mathématiques élémentaires) », qui explique comment traduire en termes de limites les opérations usuelles : addition, multiplication, composition…
Tous les résultats listés ici sont valables à la fois pour les limites de fonctions et pour les limites de suites.

## Opérations algébriques
On considère ici le cas où l'on effectue les opérations algébriques élémentaires sur des fonctions ou des suites dont on connaît les limites. Dans la plupart des cas, on peut conclure, mais parfois, une étude supplémentaire est nécessaire, on parle de forme indéterminée, ou FI. Ces cas seront traités à part.

### Multiplication par un réel
On peut multiplier une suite {\displaystyle u=(u_{n})} ou une fonction {\displaystyle f} par un réel fixé {\displaystyle k} ; on obtient alors :
- la suite {\displaystyle ku=((ku)_{n})} définie par : {\displaystyle \forall n\in \mathbb {N} ,(ku)_{n}=k\times u_{n}} ;
- la fonction {\displaystyle kf} définie par : {\displaystyle \forall x\in \mathbb {R} ,(kf)(x)=k\times f(x)}.

Alors on peut écrire le tableau suivant, selon que la suite converge vers une limite finie {\displaystyle \ell } ou diverge vers {\displaystyle \pm \infty } :
| {\displaystyle \lim u_{n}}   |                     | {\displaystyle \ell }  | {\displaystyle -\infty } | {\displaystyle +\infty } |
| {\displaystyle \lim(ku)_{n}} | {\displaystyle k>0} | {\displaystyle k\ell } | {\displaystyle -\infty } | {\displaystyle +\infty } |
| {\displaystyle \lim(ku)_{n}} | {\displaystyle k<0} | {\displaystyle k\ell } | {\displaystyle +\infty } | {\displaystyle -\infty } |

On a exactement le même tableau pour les cas d'une fonction {\displaystyle f}. Nous ne mentionnerons pas le point {\displaystyle a}, réel ou {\displaystyle \pm \infty }, en lequel on considère la limite de {\displaystyle f}, que nous noterons donc simplement {\displaystyle \lim f}. La limite de {\displaystyle kf} est :
| {\displaystyle \lim f}  |                     | {\displaystyle \ell }  | {\displaystyle -\infty } | {\displaystyle +\infty } |
| {\displaystyle \lim kf} | {\displaystyle k>0} | {\displaystyle k\ell } | {\displaystyle -\infty } | {\displaystyle +\infty } |
| {\displaystyle \lim kf} | {\displaystyle k<0} | {\displaystyle k\ell } | {\displaystyle +\infty } | {\displaystyle -\infty } |

### Somme
On peut additionner deux suites {\displaystyle u=(u_{n})} et {\displaystyle v=(v_{n})} ou deux fonctions {\displaystyle f} et {\displaystyle g} :
- la suite {\displaystyle u+v} est définie par : {\displaystyle \forall n\in \mathbb {N} ,(u+v)_{n}=u_{n}+v_{n}} ;
- la fonction {\displaystyle f+g} est définie par : {\displaystyle \forall x\in \mathbb {R} ,(f+g)(x)=f(x)+g(x)}.

On peut donner la limite de la suite {\displaystyle u+v} en fonction des limites respectives des suites {\displaystyle u} et {\displaystyle v} (resp. la limite de la fonction {\displaystyle f+g} en un point {\displaystyle a}, en fonction des limites en {\displaystyle a} de {\displaystyle f} et {\displaystyle g}). Les résultats sont présentés dans le tableau suivant :
|                                                       |                          | {\displaystyle \lim v} (resp. {\displaystyle \lim g}) |                          |                          |
| {\displaystyle \ell '}                                | {\displaystyle -\infty } | {\displaystyle +\infty }                              |                          |                          |
| {\displaystyle \lim u} (resp. {\displaystyle \lim f}) | {\displaystyle \ell }    | {\displaystyle \ell +\ell '}                          | {\displaystyle -\infty } | {\displaystyle +\infty } |
| {\displaystyle \lim u} (resp. {\displaystyle \lim f}) | {\displaystyle -\infty } | {\displaystyle -\infty }                              | {\displaystyle -\infty } | FI                       |
| {\displaystyle \lim u} (resp. {\displaystyle \lim f}) | {\displaystyle +\infty } | {\displaystyle +\infty }                              | FI                       | {\displaystyle +\infty } |

### Produit
On peut multiplier deux suites {\displaystyle u=(u_{n})} et {\displaystyle v=(v_{n})} ou deux fonctions {\displaystyle f} et {\displaystyle g} :
- la suite {\displaystyle u\times v} est définie par : {\displaystyle \forall n\in \mathbb {N} ,(u\times v)_{n}=u_{n}\times v_{n}} ;
- la fonction {\displaystyle f\times g} est définie par : {\displaystyle \forall x\in \mathbb {R} ,(f\times g)(x)=f(x)\times g(x)}.

On peut donner la limite de la suite {\displaystyle u\times v} en fonction des limites respectives des suites {\displaystyle u} et {\displaystyle v} (resp. la limite de la fonction {\displaystyle f\times g} en un point {\displaystyle a} en fonction des limites en {\displaystyle a} de {\displaystyle f} et {\displaystyle g}). Les résultats sont présentés dans le tableau suivant :
|                                                       |                          | {\displaystyle \lim v} (resp. {\displaystyle \lim g}) |                             |                          |                          |                          |
| {\displaystyle \ell '<0}                              | {\displaystyle \ell '>0} | {\displaystyle 0}                                     | {\displaystyle -\infty }    | {\displaystyle +\infty } |                          |                          |
| {\displaystyle \lim u} (resp. {\displaystyle \lim f}) | {\displaystyle \ell <0}  | {\displaystyle \ell \ell '}                           | {\displaystyle \ell \ell '} | {\displaystyle 0}        | {\displaystyle +\infty } | {\displaystyle -\infty } |
| {\displaystyle \lim u} (resp. {\displaystyle \lim f}) | {\displaystyle \ell >0}  | {\displaystyle \ell \ell '}                           | {\displaystyle \ell \ell '} | {\displaystyle 0}        | {\displaystyle -\infty } | {\displaystyle +\infty } |
| {\displaystyle \lim u} (resp. {\displaystyle \lim f}) | {\displaystyle 0}        | {\displaystyle 0}                                     | {\displaystyle 0}           | {\displaystyle 0}        | FI                       | FI                       |
| {\displaystyle \lim u} (resp. {\displaystyle \lim f}) | {\displaystyle -\infty } | {\displaystyle +\infty }                              | {\displaystyle -\infty }    | FI                       | {\displaystyle +\infty } | {\displaystyle -\infty } |
| {\displaystyle \lim u} (resp. {\displaystyle \lim f}) | {\displaystyle +\infty } | {\displaystyle -\infty }                              | {\displaystyle +\infty }    | FI                       | {\displaystyle -\infty } | {\displaystyle +\infty } |

### Quotient
On peut diviser une suite {\displaystyle u=(u_{n})} par une suite {\displaystyle v=(v_{n})} vérifiant {\displaystyle \forall n\in \mathbb {N} \quad v_{n}\neq 0} ou une fonction {\displaystyle f} par une fonction {\displaystyle g} vérifiant {\displaystyle g(x)\neq 0} pour tout {\displaystyle x} au voisinage du point considéré :
- la suite {\displaystyle {\frac {u}{v}}} est définie par : {\displaystyle \forall n\in \mathbb {N} \quad \left({\frac {u}{v}}\right)_{n}={\frac {u_{n}}{v_{n}}}} ;
- la fonction {\displaystyle {\frac {f}{g}}} est définie par : {\displaystyle \left({\frac {f}{g}}\right)(x)={\frac {f(x)}{g(x)}}} pour tous les {\displaystyle x} tels que {\displaystyle g(x)\neq 0}.

On peut donner la limite de la suite {\displaystyle {\frac {u}{v}}} en fonction des limites respectives des suites {\displaystyle u} et {\displaystyle v} (resp. la limite de la fonction {\displaystyle {\frac {f}{g}}} en un point {\displaystyle a} en fonction des limites en {\displaystyle a} de {\displaystyle f} et {\displaystyle g}). Les résultats sont présentés dans le tableau suivant :
|                                                       |                          | {\displaystyle \lim v} (resp. {\displaystyle \lim g}) |                                         |                          |                          |                         |                         |
| {\displaystyle \ell '<0}                              | {\displaystyle \ell '>0} | {\displaystyle 0^{-}}                                 | {\displaystyle 0^{+}}                   | {\displaystyle -\infty } | {\displaystyle +\infty } |                         |                         |
| {\displaystyle \lim u} (resp. {\displaystyle \lim f}) | {\displaystyle \ell <0}  | {\displaystyle {\frac {\ell }{\ell '}}}               | {\displaystyle {\frac {\ell }{\ell '}}} | {\displaystyle +\infty } | {\displaystyle -\infty } | {\displaystyle 0^{(+)}} | {\displaystyle 0^{(-)}} |
| {\displaystyle \lim u} (resp. {\displaystyle \lim f}) | {\displaystyle \ell >0}  | {\displaystyle {\frac {\ell }{\ell '}}}               | {\displaystyle {\frac {\ell }{\ell '}}} | {\displaystyle -\infty } | {\displaystyle +\infty } | {\displaystyle 0^{(-)}} | {\displaystyle 0^{(+)}} |
| {\displaystyle \lim u} (resp. {\displaystyle \lim f}) | {\displaystyle 0^{-}}    | {\displaystyle 0^{(+)}}                               | {\displaystyle 0^{(-)}}                 | FI                       | FI                       | {\displaystyle 0^{(+)}} | {\displaystyle 0^{(-)}} |
| {\displaystyle \lim u} (resp. {\displaystyle \lim f}) | {\displaystyle 0^{+}}    | {\displaystyle 0^{(-)}}                               | {\displaystyle 0^{(+)}}                 | FI                       | FI                       | {\displaystyle 0^{(-)}} | {\displaystyle 0^{(+)}} |
| {\displaystyle \lim u} (resp. {\displaystyle \lim f}) | {\displaystyle -\infty } | {\displaystyle +\infty }                              | {\displaystyle -\infty }                | {\displaystyle +\infty } | {\displaystyle -\infty } | FI                      | FI                      |
| {\displaystyle \lim u} (resp. {\displaystyle \lim f}) | {\displaystyle +\infty } | {\displaystyle -\infty }                              | {\displaystyle +\infty }                | {\displaystyle -\infty } | {\displaystyle +\infty } | FI                      | FI                      |

### Formes indéterminées
Les formes indéterminées sont soit de type additif : {\displaystyle +\infty -(+\infty )}, soit de type multiplicatif : {\displaystyle 0\times \pm \infty }, {\displaystyle {\tfrac {0}{0}}} ou {\displaystyle {\tfrac {\pm \infty }{\pm \infty }}}. Notons que certaines formes indéterminées sont plus "camouflées" et on ne retrouve l'une des formes précédentes qu'après passage à l'exponentielle du logarithme népérien.
Pour parvenir à lever l'indétermination, on utilise une ou plusieurs des techniques suivantes :
- on essaye de transformer l'écriture (factorisation, développement, utilisation d'une expression conjuguée, etc.) ;
- on utilise les résultats sur les croissances comparées des fonctions usuelles (voir Limites de référence) ;
- on applique les opérations algébriques sur les limites.

L'article suivant traite plus en détail ces techniques : 
On cherche à calculer
{\displaystyle \lim _{x\to 0^{+}}\left({\frac {1}{x^{3}}}-{\frac {1}{x^{4}}}\right)}
Or,
{\displaystyle \lim _{x\to 0^{+}}{\frac {1}{x^{3}}}=\lim _{x\to 0^{+}}{\frac {1}{x^{4}}}=+\infty }
donc on est dans un cas de forme indéterminée « additive » ; on factorise l'expression :
{\displaystyle {\frac {1}{x^{3}}}-{\frac {1}{x^{4}}}={\frac {1}{x^{4}}}\times (x-1)}
{\displaystyle \lim _{x\to 0^{+}}{\frac {1}{x^{4}}}=+\infty } et {\displaystyle \lim _{x\to 0^{+}}(x-1)=-1}
donc on peut conclure d'après les règles sur la multiplication :
{\displaystyle \lim _{x\to 0^{+}}\left({\frac {1}{x^{3}}}-{\frac {1}{x^{4}}}\right)=-\infty }

## Composition

### Propriété
Soient {\displaystyle I} et {\displaystyle J} deux intervalles non triviaux, {\displaystyle f:I\to \mathbb {R} } et {\displaystyle g:J\to \mathbb {R} } deux applications telles que {\displaystyle f(I)\subset J}, et {\displaystyle a} un point de {\displaystyle I} ou une borne de {\displaystyle I}.

### Composition d'une fonction et d'une suite
Soient {\displaystyle g:J\to \mathbb {R} } comme précédemment, et {\displaystyle (y_{n})} une suite à valeurs dans {\displaystyle J}.

### Application à la fonction logarithme, la fonction exponentielle et l'exponentiation
Cette propriété sur la composition permet de donner les cas de limite de fonctions 
- de la forme {\displaystyle \ln(f)}

| {\displaystyle \lim f}      | {\displaystyle \ell >0}    | {\displaystyle 0}        | {\displaystyle +\infty } |
| {\displaystyle \lim \ln(f)} | {\displaystyle \ln(\ell )} | {\displaystyle -\infty } | {\displaystyle +\infty } |

- de la forme {\displaystyle \mathrm {e} ^{f}}

| {\displaystyle \lim f}                | {\displaystyle \ell }                | {\displaystyle -\infty } | {\displaystyle +\infty } |
| {\displaystyle \lim \mathrm {e} ^{f}} | {\displaystyle \mathrm {e} ^{\ell }} | {\displaystyle 0}        | {\displaystyle +\infty } |

- de la forme {\displaystyle f^{g}}

| {\displaystyle \lim u^{v}}ou {\displaystyle f^{g}}    | {\displaystyle \lim u^{v}}ou {\displaystyle f^{g}} | {\displaystyle \lim v} (resp. {\displaystyle \lim g}) | {\displaystyle \lim v} (resp. {\displaystyle \lim g}) | {\displaystyle \lim v} (resp. {\displaystyle \lim g}) | {\displaystyle \lim v} (resp. {\displaystyle \lim g}) | {\displaystyle \lim v} (resp. {\displaystyle \lim g}) |
| {\displaystyle \lim u^{v}}ou {\displaystyle f^{g}}    | {\displaystyle \lim u^{v}}ou {\displaystyle f^{g}} | {\displaystyle \ell '<0}                              | {\displaystyle \ell '>0}                              | {\displaystyle 0}                                     | {\displaystyle -\infty }                              | {\displaystyle +\infty }                              |
| {\displaystyle \lim u} (resp. {\displaystyle \lim f}) | {\displaystyle \ell <1}                            | {\displaystyle \ell ^{\ell '}}                        | {\displaystyle \ell ^{\ell '}}                        | {\displaystyle 1}                                     | {\displaystyle +\infty }                              | {\displaystyle 0}                                     |
| {\displaystyle \lim u} (resp. {\displaystyle \lim f}) | {\displaystyle \ell >1}                            | {\displaystyle \ell ^{\ell '}}                        | {\displaystyle \ell ^{\ell '}}                        | {\displaystyle 1}                                     | {\displaystyle 0}                                     | {\displaystyle +\infty }                              |
| {\displaystyle \lim u} (resp. {\displaystyle \lim f}) | {\displaystyle 1}                                  | {\displaystyle 1}                                     | {\displaystyle 1}                                     | {\displaystyle 1}                                     | FI                                                    | FI                                                    |
| {\displaystyle \lim u} (resp. {\displaystyle \lim f}) | {\displaystyle 0}                                  | {\displaystyle +\infty }                              | {\displaystyle 0}                                     | FI                                                    | {\displaystyle +\infty }                              | {\displaystyle 0}                                     |
| {\displaystyle \lim u} (resp. {\displaystyle \lim f}) | {\displaystyle +\infty }                           | {\displaystyle 0}                                     | {\displaystyle +\infty }                              | FI                                                    | {\displaystyle 0}                                     | {\displaystyle +\infty }                              |